# Pink Sparkle
Pink Sparkle je ženska dišava, izdana preko podjetja Coty, Inc. Je sedma dišava, ki jo je oglaševala Kylie Minogue.

## Ozadje
Dišava Pink Sparkle je bila izdana leta 2010. Njen vonj je bil sestavljen iz grenivke, lilije, bele breskve, jasmina, šampanjca, mošusa, gardenije, bourbonske vanilije in bourbonske trave. Leta 2011 so v omejeni izdaji izdali še dišavo Pink Sparkle POP.

## Oblikovanje
Po uradnih informacijah naj bi stekleničko s parfumom oblikovali tako, da bi spominjala na kozarec za šampanjca. Škatla, v kateri so stekleničko prodajali, je bila zasenčeno rožnate barve, vendar je za »migetajoč izgled« vključevala tudi nekaj zlatih bleščic; slednje je navdihnil zamašek za šampanjec.